# Quatuor à cordes no 2 de Stenhammar
Pour les articles homonymes, voir Quatuor à cordes no 2.
Le Quatuor à cordes no 2 en ut mineur opus 14 est une composition de musique de chambre de Wilhelm Stenhammar. Composé en 1896, il est créé le 13 novembre 1896 à Stockholm.

## Structure
1. Allegro moderato
2. Andante quasi adagio
3. Scherzo: Allegro vivace
4. Allegro energico e serioso

- Durée d'exécution: trente minutes